# Smygehuk
Smygehuk je nejjižnější výběžek Skandinávského poloostrova a Švédska, zasahující do Baltského moře. Nachází se nedaleko městečka Smygehamn v kraji Skåne.
V roce 1883 zde byl postaven maják Smygehuks fyr, vysoký 17 metrů. Na mysu se nachází socha nahé dívky od Axela Ebbeho, nazvaná Famntaget (Objetí). Modelem k ní byla údajně Birgit Holmquistová, babička hollywoodské herečky Umy Thurmanové. Oblast byla známá díky těžbě vápence a pašeráctví, nachází se zde velký přístav. V letní sezóně místo navštíví až 200 000 turistů ročně. Návštěvníkům je určena restaurace, ubytovna a muzeum, nedaleko leží pohřebiště z doby bronzové Bålhög.
Vzdálenost mezi Smygenhukem a nejsevernějším bodem Švédska zvaným Treriksröset činí 1572 kilometrů.
Místo je zmíněno v románu Podivuhodná cesta Nilse Holgerssona Švédskem, proto zde byl odhalen pomník připomínající divokou husu Akku z Kebnekaise.

## Galerie

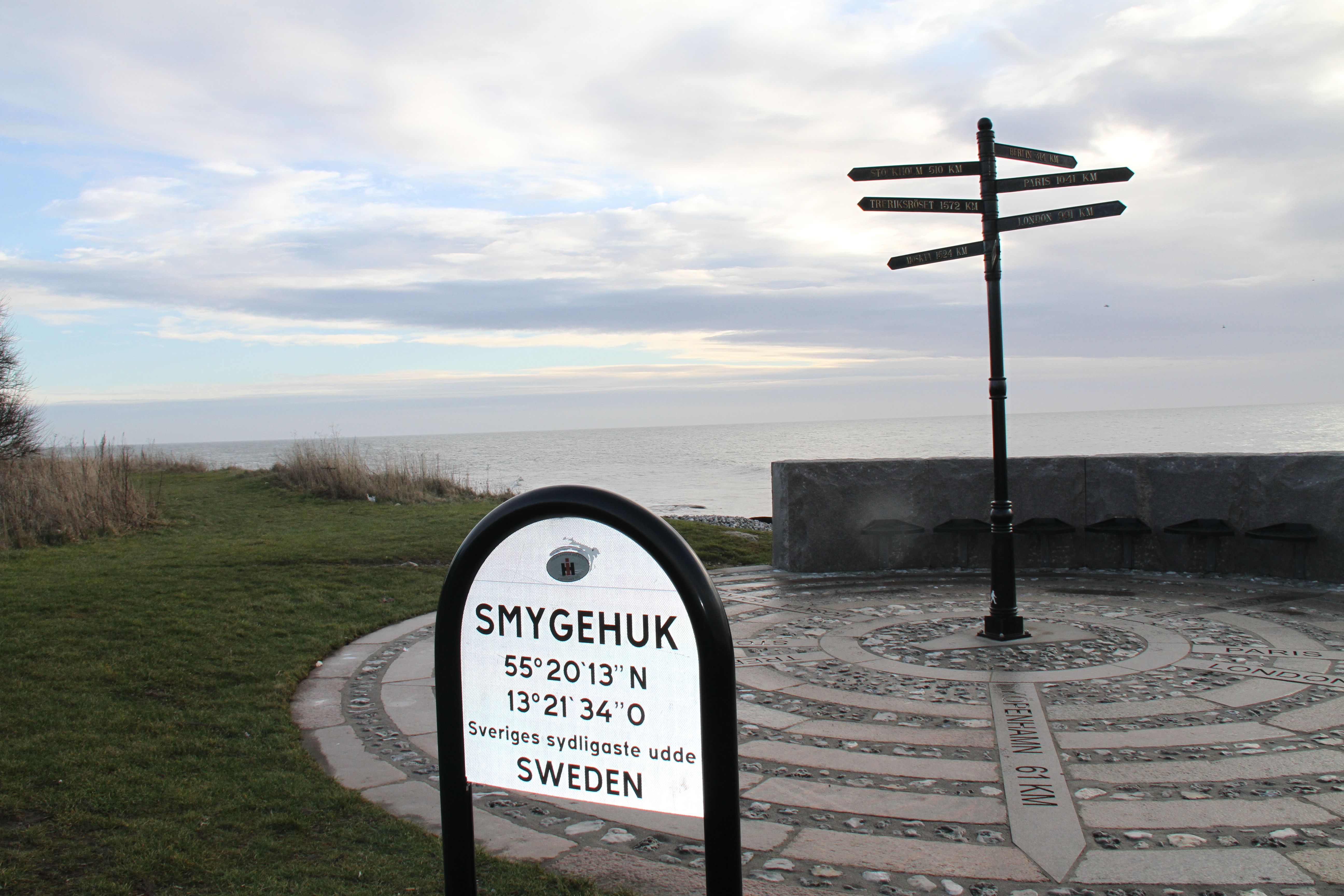
rozcestník
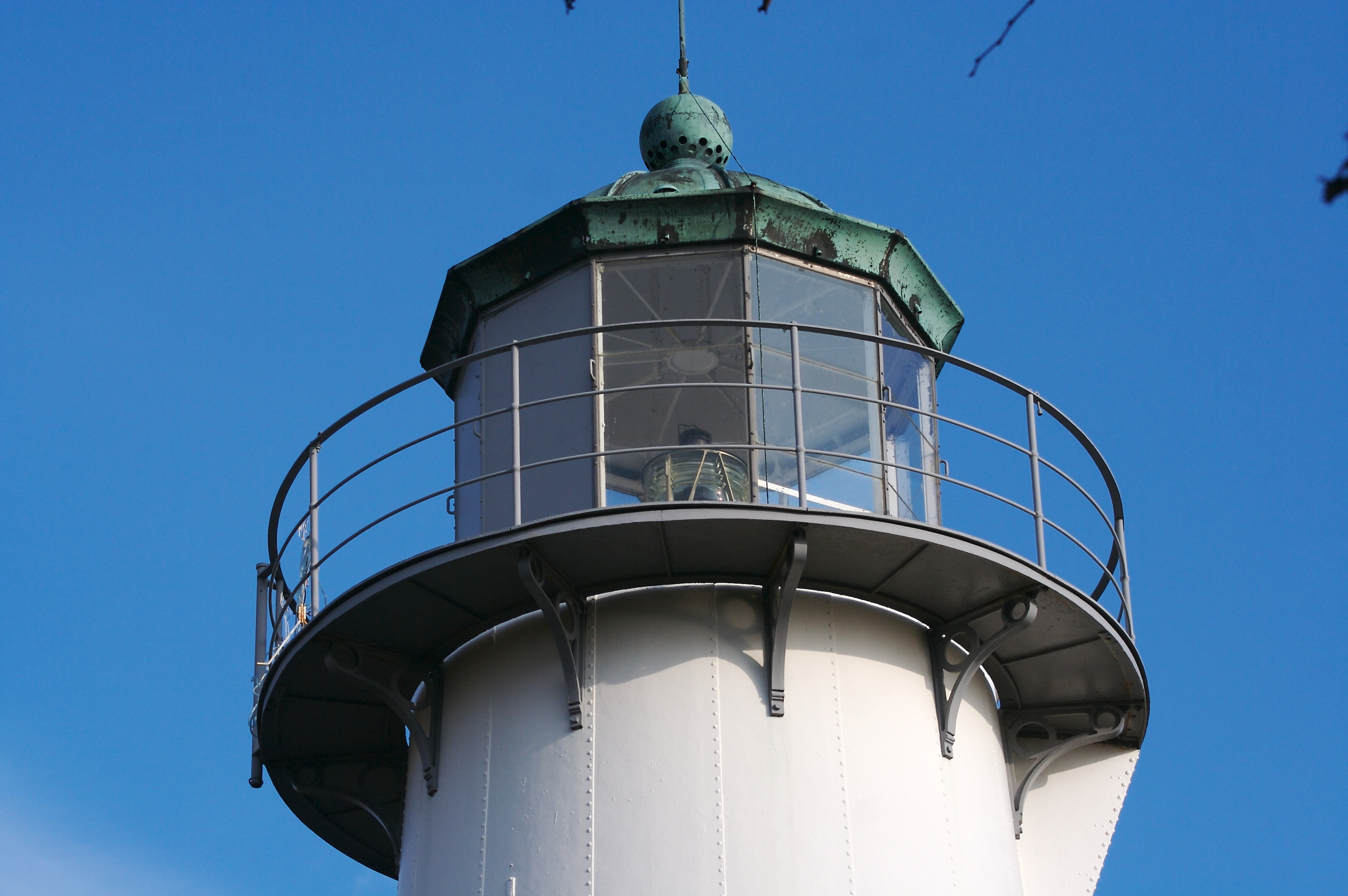
detail majáku
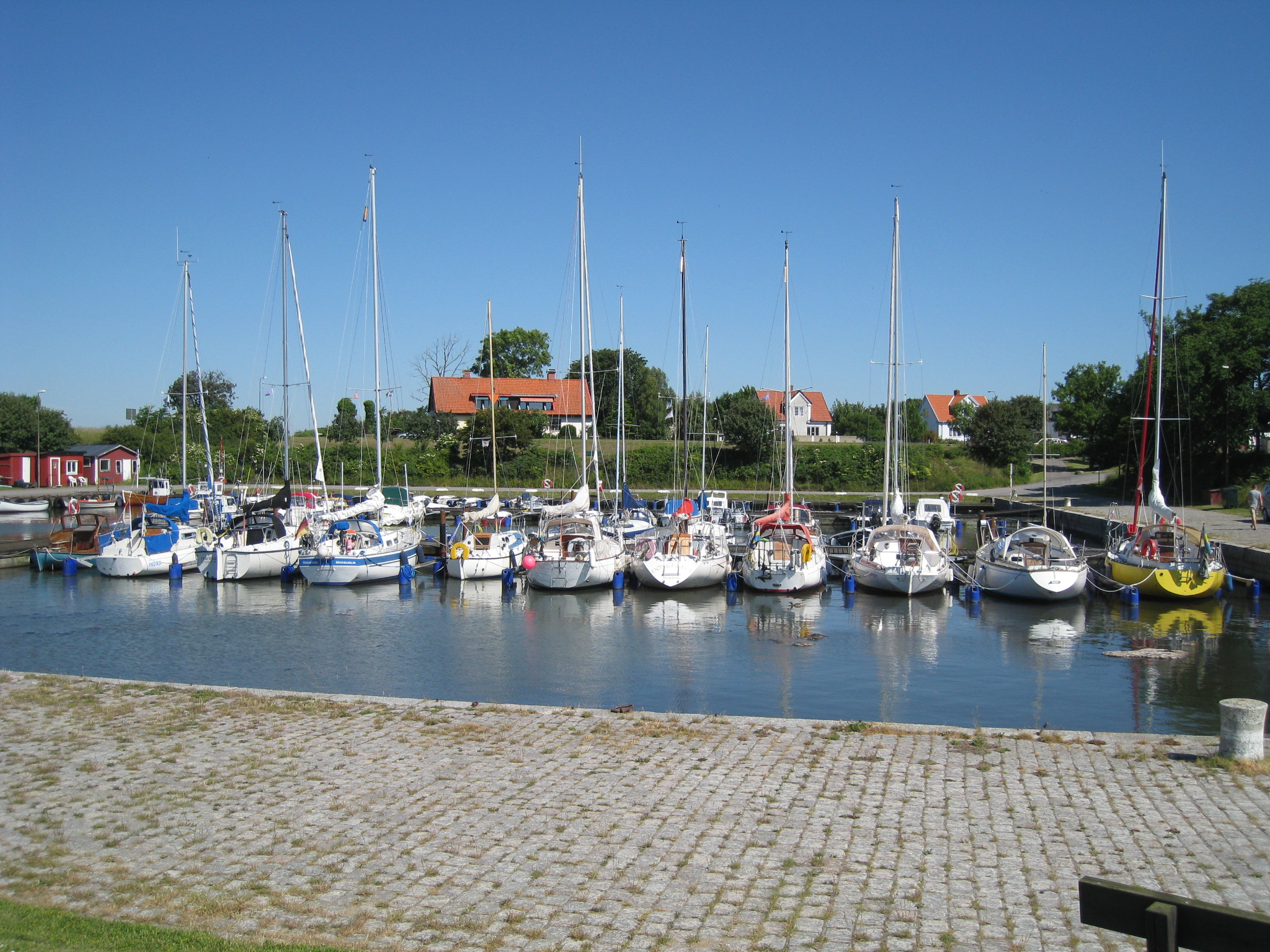
přístaviště
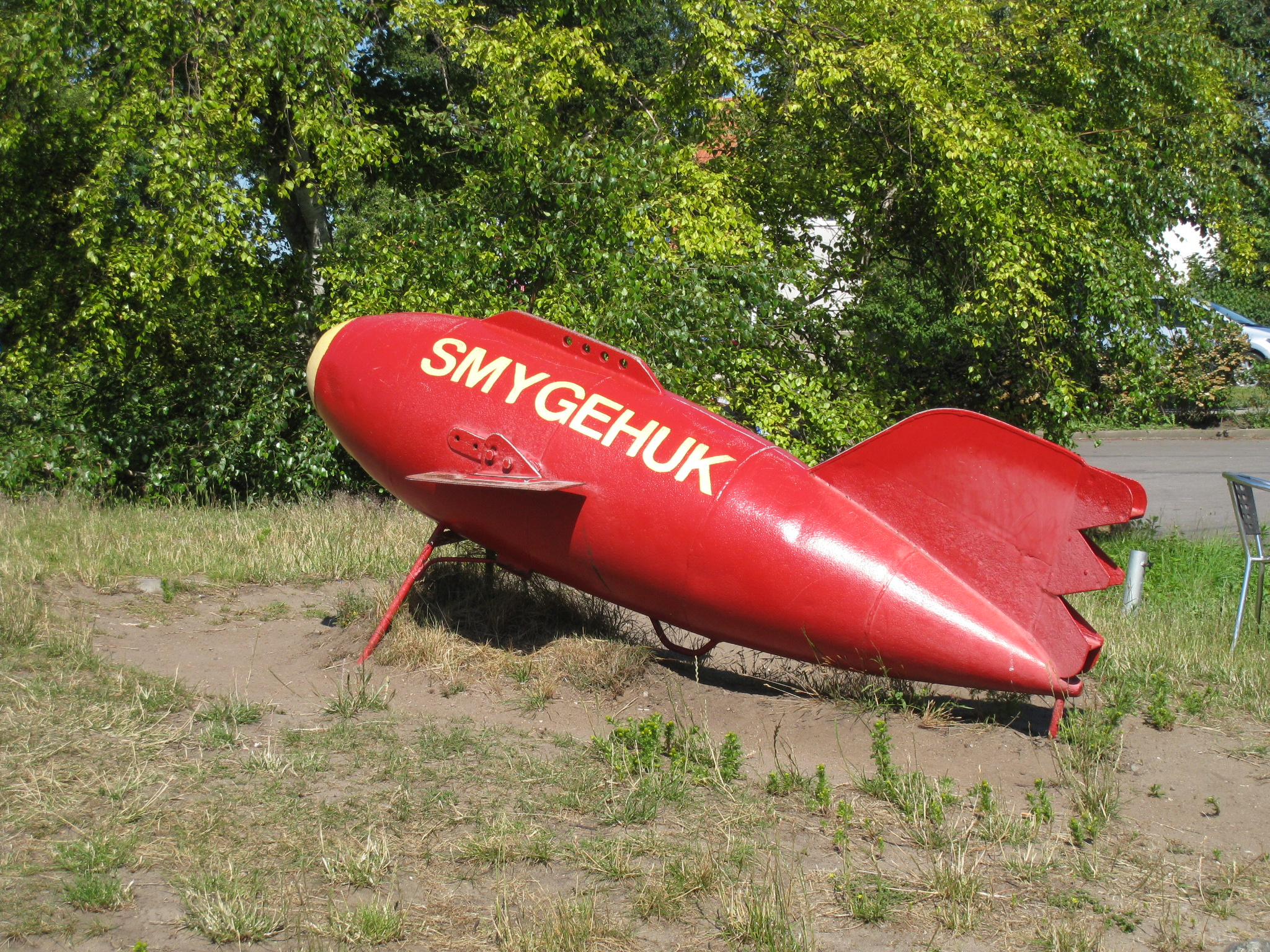
pomník 2. světové války
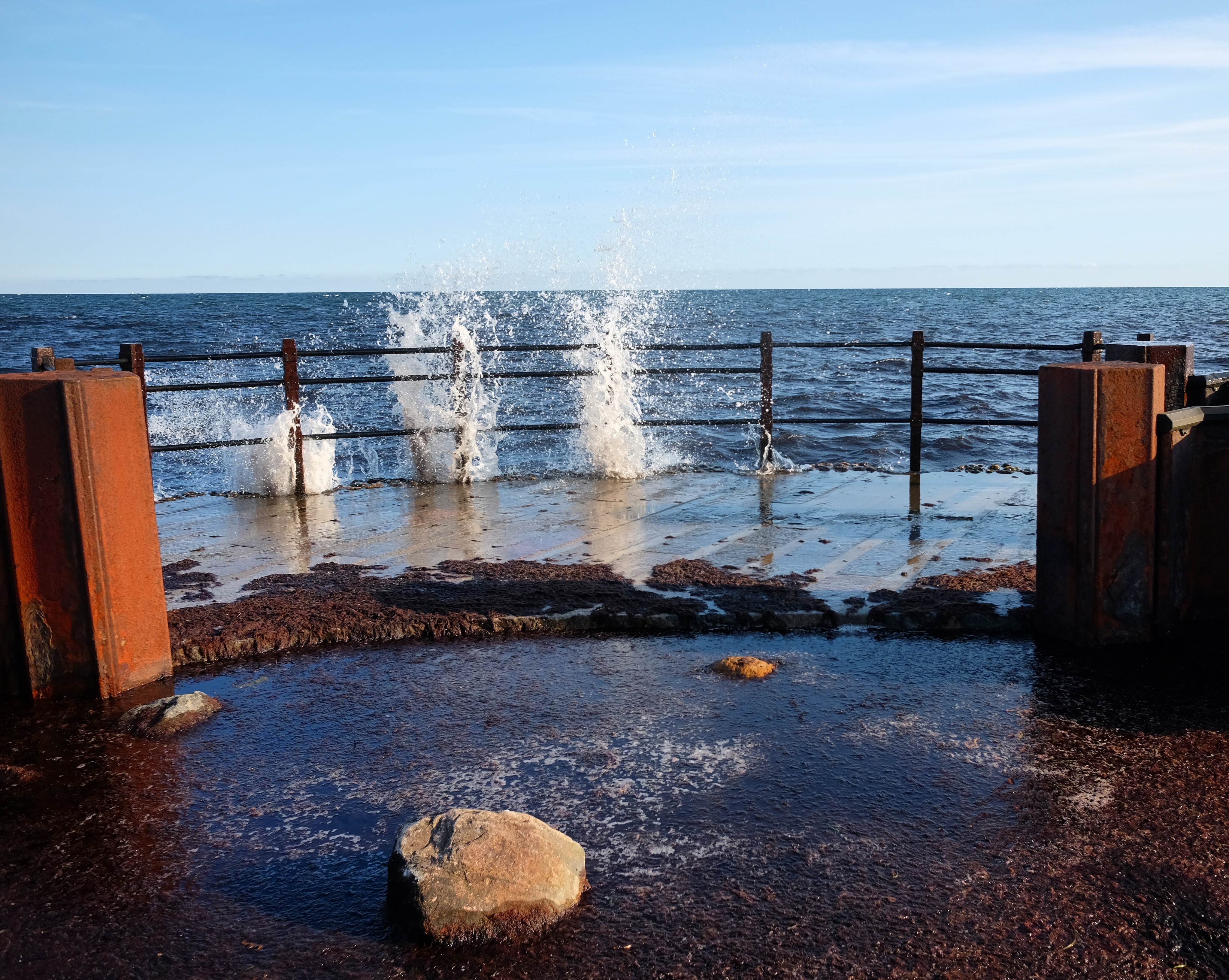
vyhlídka na moře
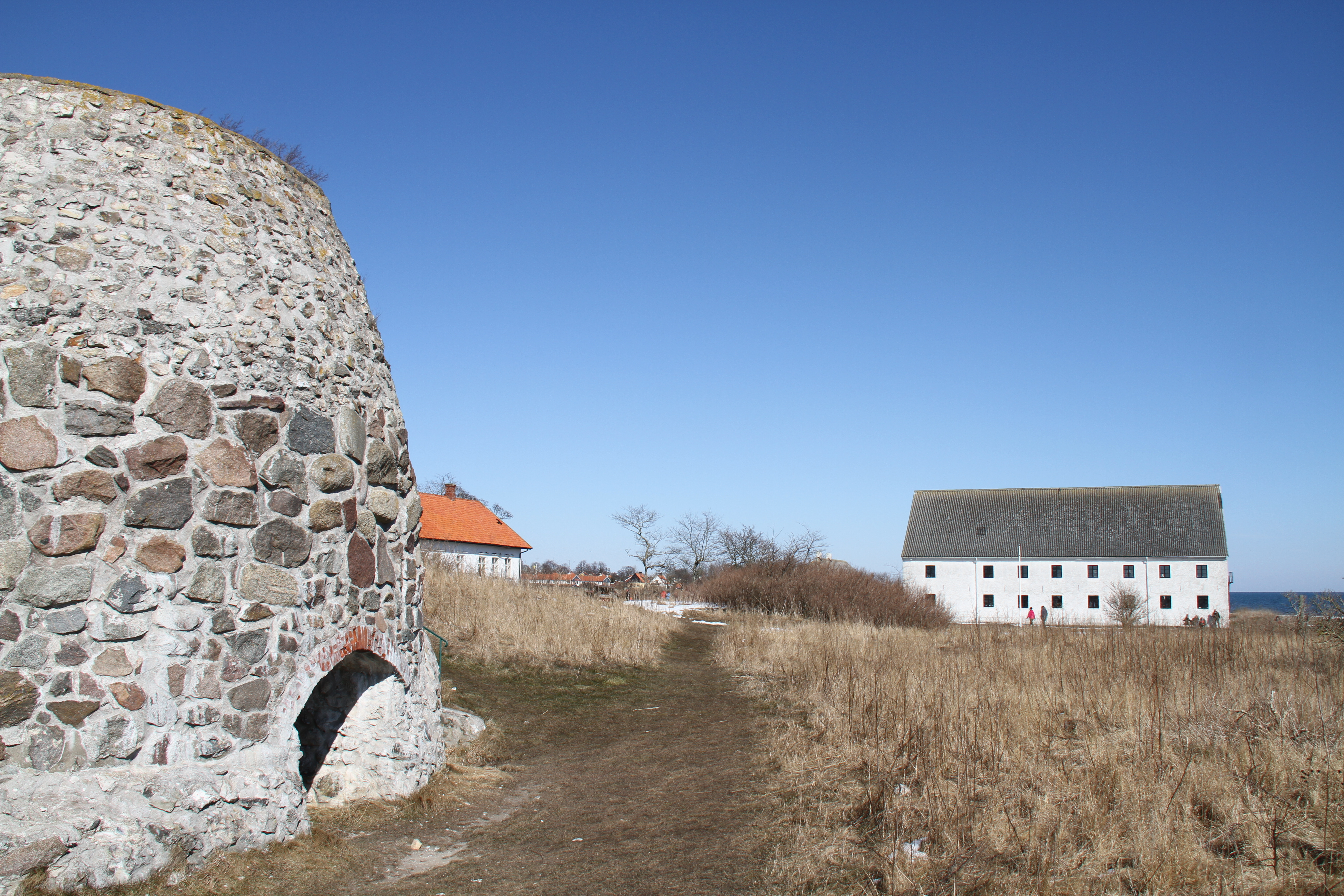
obydlí ve Smygehuku
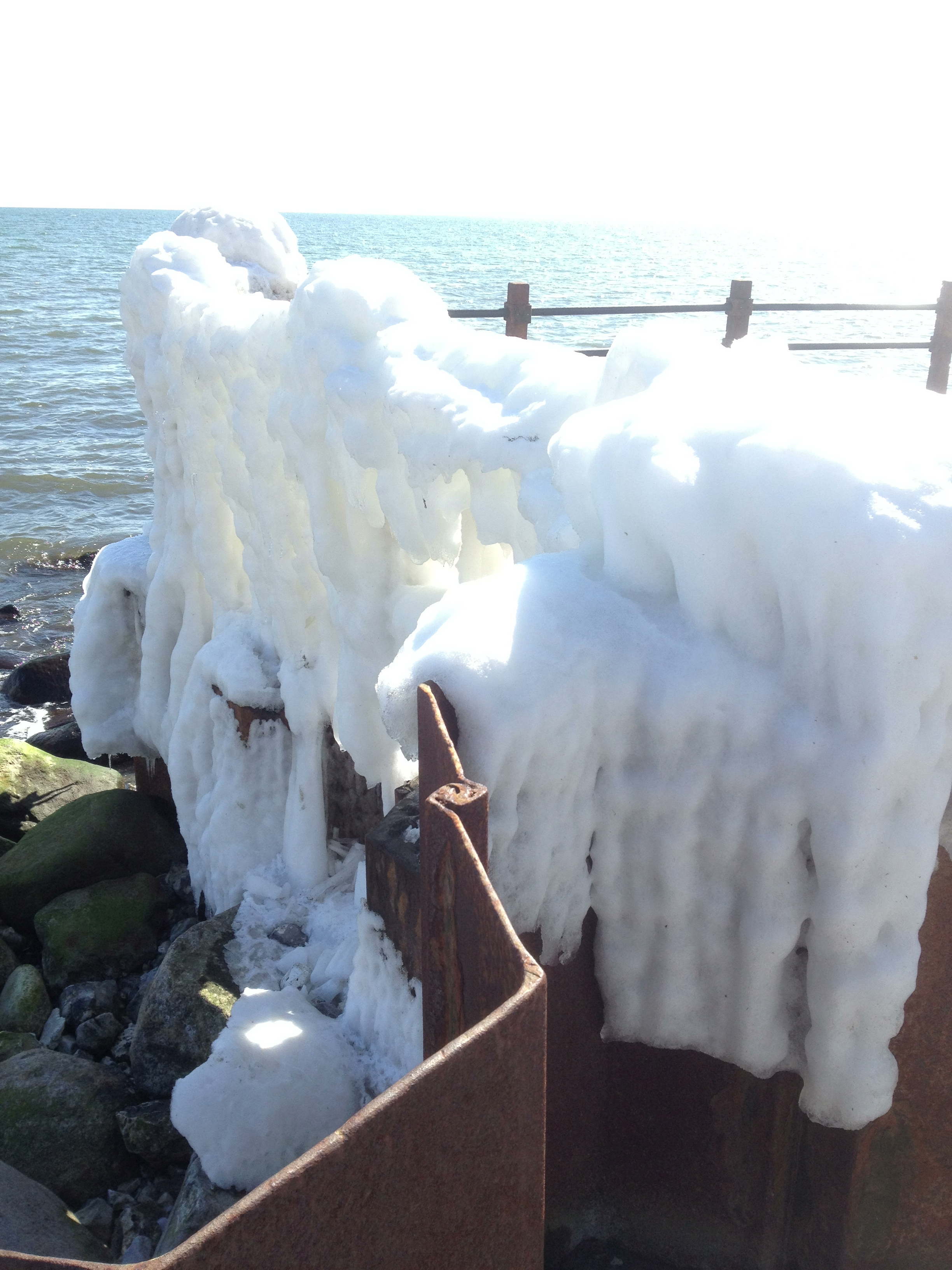
V zimě
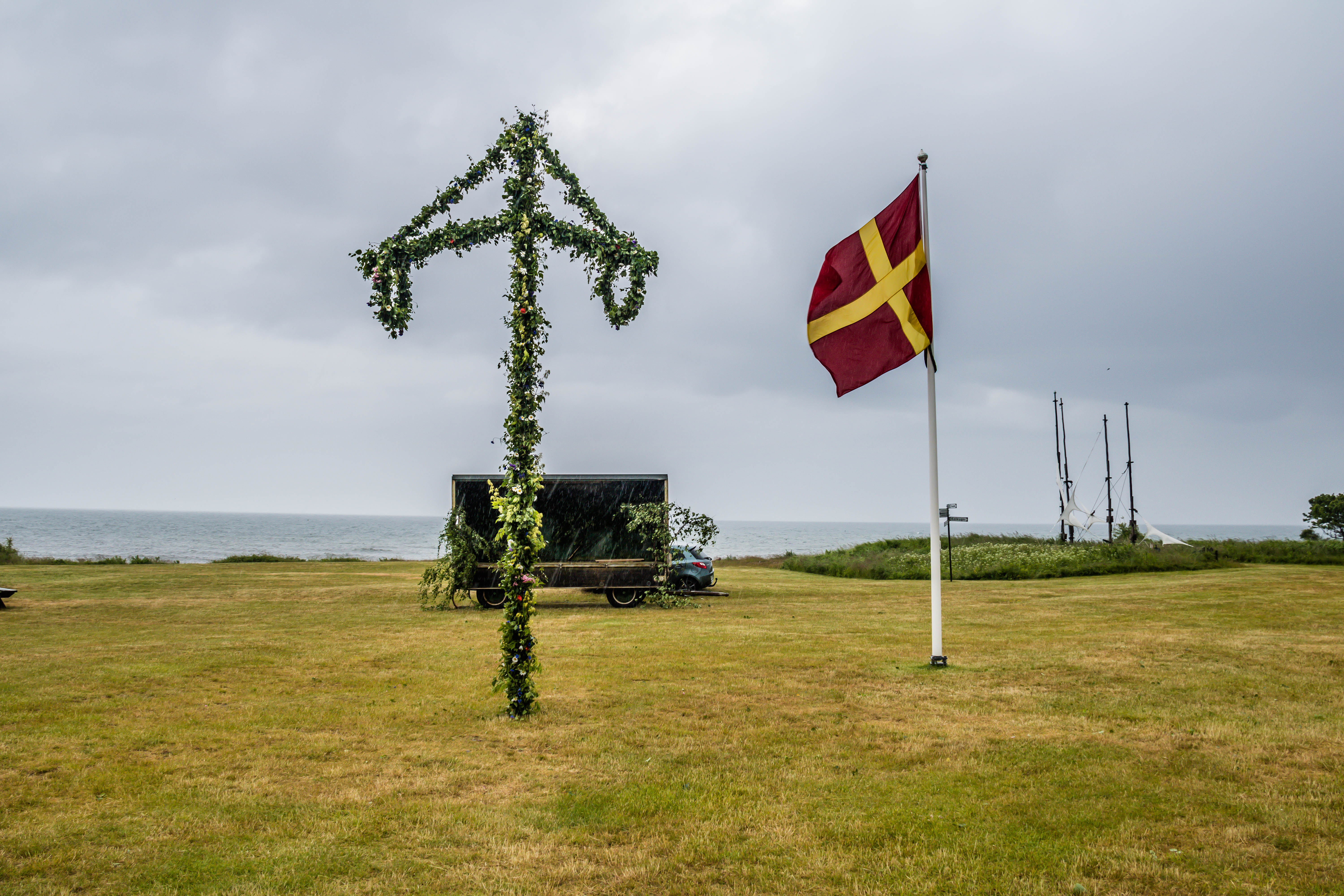
Vítání slunovratu
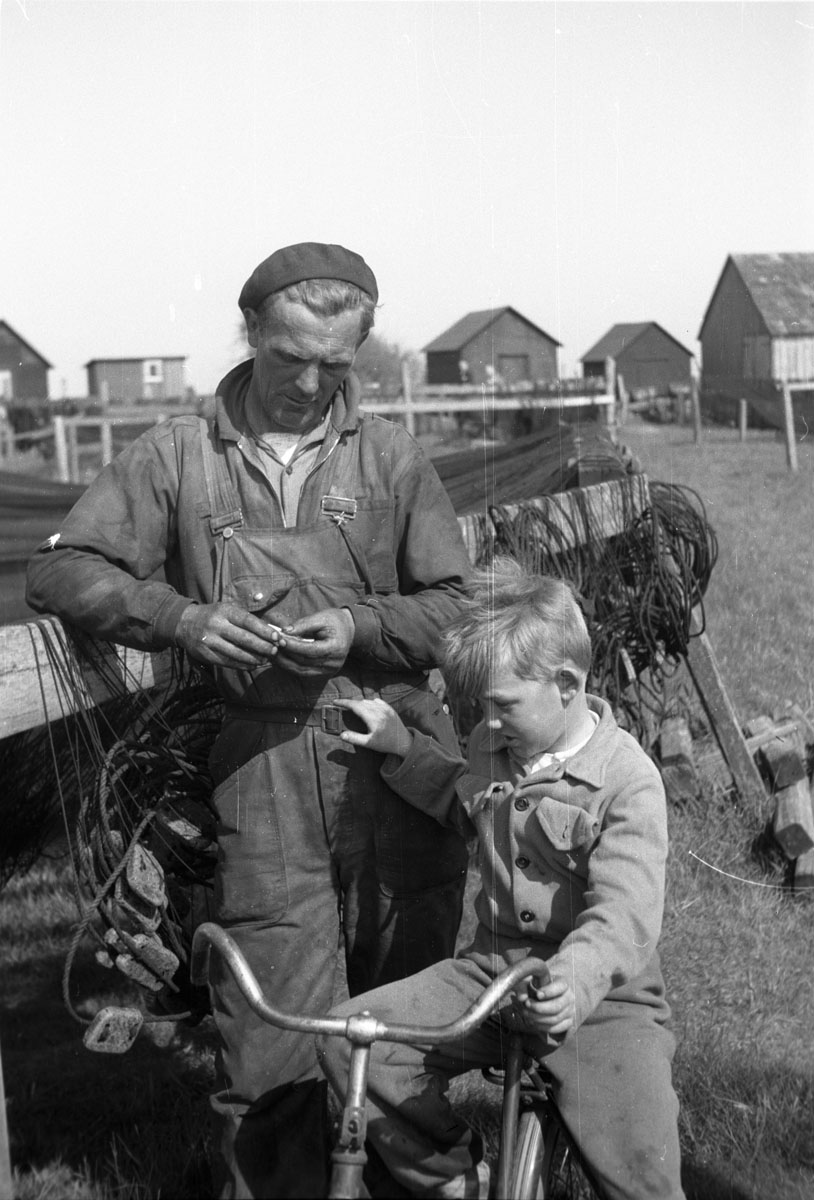
Rybář se synem, rok 1954
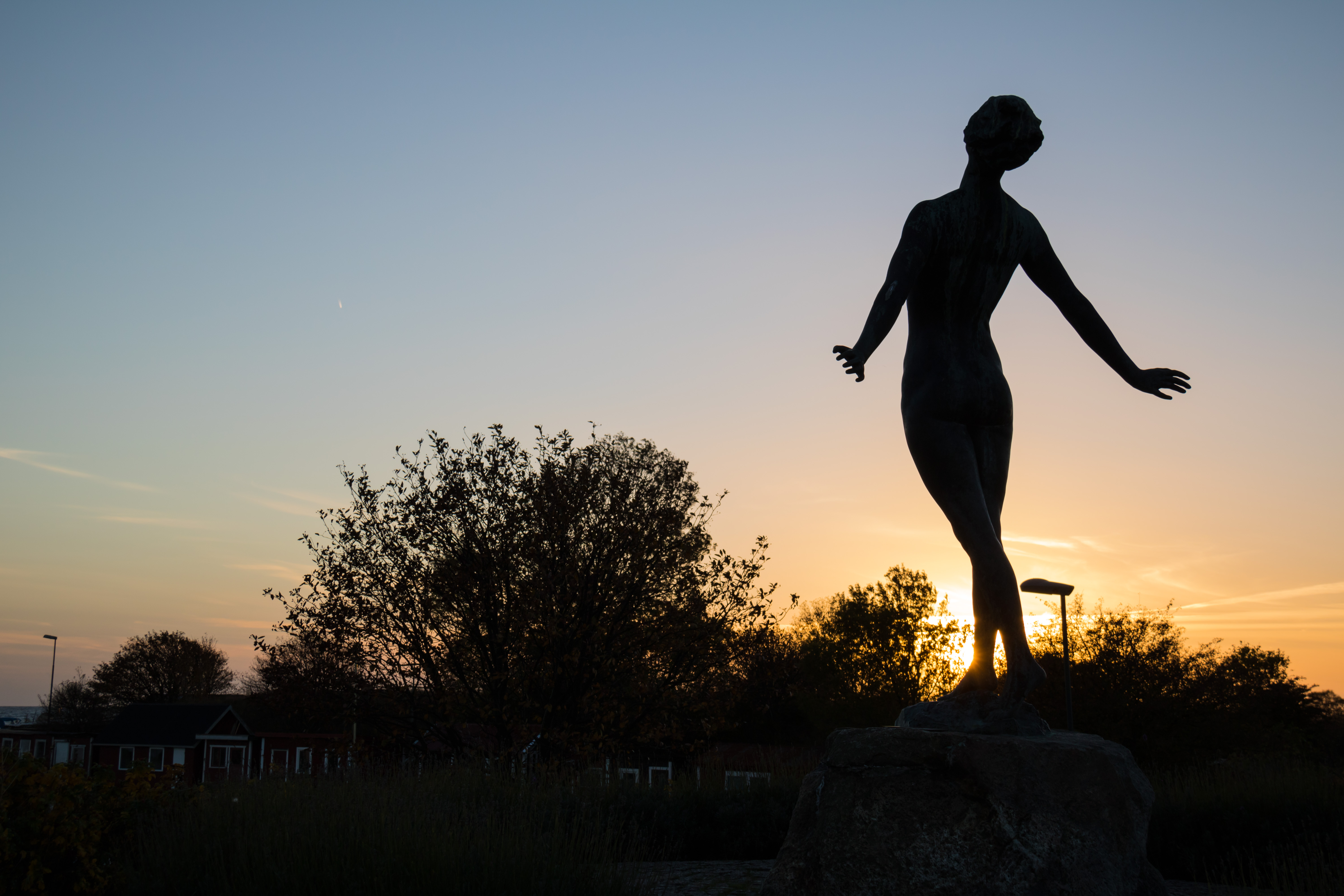
socha Objetí (Famntaget)